# Jaroslav Šišpera
Jaroslav Šišpera (9. dubna 1920 Milokošť – 27. října 2006 Praha) byl český palubní radiooperátor 311. československé bombardovací perutě a politický vězeň komunistického režimu.

## Život

### Před druhou světovou válkou
Jaroslav Šišpera se narodil 9. dubna 1920 v Milokošti u Veselí nad Moravou. Ve Veselí nad Moravou vychodil obecnou školu, v Uherském Ostrohu pak školu měšťanskou a dvouletou truhlářskou školu.

### Druhá světová válka
Po německé okupaci byl Jaroslav Šišpera nuceně nasazen na stavbách v Kielu. Po první dovolené se do práce již nevrátil a 5. prosince 1939 ilegálně opustil Protektorát Čechy a Morava. Přes Maďarsko, Jugoslávii, Řecko, Turecko a Bejrút odešel do Francie. Zde 26. ledna 1940 vstoupil do řad Československé armády v zahraničí a byl zařazen jako spojka do 2. československého pluku. Absolvoval poddůstojnickou školu a zúčastnil se bitvy o Francii. Po jejím pádu v červnu 1940 se z Port-Vendres evakuoval do Spojeného království. Zde byl přijat do Royal Air Force a po patřičném výcviku přičleněn jako příslušník pozemního personálu k 311. československé bombardovací peruti. Dva roky působil jako telegrafista na přistávacích drahách, poté byl zařazen do kurzu pro palubní radiooperátory, které proběhlo mj. na Bahamách. Po jeho ukončení se vrátil k 311. peruti a účastnil se protiponorkových a protilodních hlídkových letů nad oceánem v posádce Jacka Tichého a to až do konce druhé světové války. Ve Spojeném království se v roce 1941 oženil, manželům se postupně narodily tři děti.

### Po druhé světové válce
Po návratu do Československa působil Jaroslav Šišpera do roku 1950 jako telegrafista-navigátor u Československých aerolinií. V tomto roce byl komunistickou mocí propuštěn, po nezdařeném pokusu o emigraci pak odsouzen na jedenáct let a uvězněn. Jeho manželka byla odsouzena k jednomu roku vězení. Trest si vykonával v Horním Slavkově, Jáchymově, na Pankráci, Borech a Leopoldově, celkem šest let a tři měsíce. S manželkou se po dohodě rozvedl a ta poté žila i s dětmi v Německu. V roce 1967 byl rehabilitován a do roku 1972 opět pracoval u Československých aerolinií. Zemřel 27. října 2006 v Praze.

## Ocenění

### Vyznamenání
- Československá medaile za zásluhy I. stupně
- Československý válečný kříž 1939

### Posmrtná ocenění
- Jaroslav Šišpera byl in memoriam jmenován čestným občanem města Veselí nad Moravou